# Инфузории
Инфузории, или ресничные, или цилиаты (лат. Ciliophora), — тип протистов из группы Alveolata. Есть подвижные и прикреплённые формы, одиночные и колониальные. Форма тела инфузорий может быть разнообразной, размеры одиночных форм от 10 мкм до 4,5 мм. Живут в морях и пресных водоёмах в составе бентоса и планктона, некоторые виды — в интерстициали, почве и во мхах. Многие инфузории — комменсалы, симбионты и паразиты животных: кольчатых червей, моллюсков, рыб, земноводных, млекопитающих.
Некоторые инфузории, например, инфузория-туфелька, Tetrahymena, Oxytricha trifallax являются модельными организмами молекулярной биологии. Название «инфузория» происходит от лат. infusum («настойка») по месту первоначального обнаружения простейших — в травяных настойках.

## Название
Инфузории в естествознании XVIII века — термин для обозначения мира мельчайших существ в воде. От лат. infundere (наливать, наливочные) — зарождение жизни в намоченном сене (сенная палочка и инфузории её поедающие).

## История изучения
Первые достоверные наблюдения инфузорий были описаны нидерландским оптиком-любителем Антони ван Левенгуком (1632—1723) в его письмах Лондонскому Королевскому Обществу с 1674 г. В них он называл увиденных существ лат. animalcules,— «зверюшки». С помощью простого микроскопа собственной конструкции Левенгук измерял их, отмечал особенности их строения, размножение, сократимость клеток и, предположительно, некоторые стадии конъюгации. Кроме Левенгука во второй половине XVII века инфузорий наблюдали и другие исследователи. Так, нескольких инфузорий в 1678 г. описал Христиан Гюйгенс в письме к своему брату, а в 1691 г. Буонанни впервые опубликовал изображение инфузории (предположительно Colpidium).
В 1718 г. Луи Жобло впервые описал ресничный покров, ядра и сократительные вакуоли. В 1744—1748 гг. Абраам Трамбле исследовал деление у инфузорий рода Stentor, которых он называл «воронкообразными полипами», а также размножение Epistylis, Carchesium и Zoothamnium. В 1765 г. Генрих Август Врисберг впервые использовал название «инфузории» для простейших.
Значительный вклад в изучение инфузорий внёс датский зоолог Отто Фредерик Мюллер (1730—1784). В своих монографиях «Vermium terrestrium et fluviatilium seu animalium infusoriorum, helminthicorum et testaceorum» и «Animalcula infusoria fluviatilia et marina» он описал около 300 видов протистов, больша́я часть которых относится к инфузориям, в связи с чем Мюллер считается первым систематиком инфузорий. Кроме того, он впервые интерпретировал конъюгацию как половой процесс, хотя эта точка зрения и не получала должного признания ещё почти 100 лет. Используя материалы Мюллера, французские зоологи Жан-Батист Ламарк и Жорж Кювье включили инфузорий в разработанные ими системы животного царства. Ламарк поместил инфузорий в два первых класса животных — не имеющих никакой организации или сходных с полипами. В системе Кювье инфузории составляли отдельный класс, разделённый на два отряда: Rotiferes (коловраток) и Infusories homogenes, куда включались все простейшие.
В 1838 г. была опубликована монография немецкого зоолога Христиана Готфрида Эренберга «Infusionsthierchen als Volkommene Organismen», в которой он привёл описания около 350 видов «инфузорий», к которым в то время относили также церкарий и коловраток, и сопроводил их множеством иллюстраций. Он отнёс инфузорий к зоофитам, в пределах которых они составляли два класса: бескишечных (амёбы, жгутиконосцы и диатомовые) и кишечных, включавших собственно инфузорий и некоторых солнечников. Кишечных он разделил на 4 отдела по положению рта и порошицы. Кроме того, Эренберг разработал «полигастрическую» теорию организации инфузорий, согласно которой они обладают всеми особенностями организации многоклеточных животных, но в миниатюре. Так, он «открыл» у инфузорий пищеварительный тракт с зубами и железами, мускулатуру, половые органы, глаза и зачатки нервной системы. Несмотря на ошибочную интерпретацию строения инфузорий, Эренберг считается основателем протозоологии как отдельной дисциплины, и долгое время имел в ней непререкаемый авторитет.
К 1860-м гг. животных стали подразделять на одноклеточных и многоклеточных. В свою очередь, одноклеточных стали делить на два класса: Rhizopoda и Infusoria. Под последними стали понимать одноклеточных с мерцательными ресничками. В 1858—1861 гг. Клапаред и Лахман издали двухтомный труд Les infusoires et les Rhizopodes, в котором выделили в отдельную группу сосущих инфузорий, а остальных разбили на 10 семейств. В 1859 г. вышла работа Фридриха фон Штейна, в которой разделил инфузорий на 6 отрядов: Flagellata, Suctoria, Holotricha, Hypotricha, Heterotricha и Peritricha. Изучая инфузорий несколько десятков лет, Штейн описал много новых родов и видов, благодаря чему его система включала 23 семейства и 107 родов.
С 1871 г. инфузорий тщательно изучал немецкий зоолог Отто Бючли, корректно описавший события конъюгации и исследовавший физиологию инфузорий, морфогенез и жизненные циклы, а также их цитологию, что привело его к формулированию теории ячеистой структуры цитоплазмы. Инфузориям Бючли целиком посвятил третий том своего труда «Protozoa», занимавший более 900 страниц. В нём он предложил разделил класс инфузорий на два подкласса: Suctoria и Ciliata. Последний он разделил на два отряда по устройству глотки и рта: Gymnostomata и Trichostomata. В свою очередь Trichostomata разделялся на два подотряда: Aspirotricha и Spirotricha. Spirotricha включал четыре группы: Heterotricha, Oligotricha, Hypotricha и Peritricha. Всего Бючли выделял 142 рода из 25 семейств инфузорий.
В 1901 г. Франц Дофлейн выделил инфузорий в отдельный тип Ciliophora.

## Биология клетки

Морфология клетки инфузорий

Среди других протистов инфузории представляют собой хорошо очерченную группу, характеризующуюся чёткими признаками: ядерным диморфизмом, то есть наличием в клетке двух типов ядер, макронуклеуса и микронуклеуса; присутствием хотя бы на некоторых стадиях жизненного цикла ресничек, расположенных на поверхности клетки и связанных с кинетосомами; специализацией поверхностного слоя клетки (кортекса), в котором развивается система кинетосом и их микротрубочковых и микрофиламентозных производных; особым типом полового процесса — конъюгацией; а также наличием кортикальных пузырьков (альвеол) под поверхностью клетки. Клетки самых мелких инфузорий по своим размерам не превышают 10 мкм, в то время как самые крупные (Spirostomum ambiguum, Bursaria truncatella) могут достигать длины 3—4,5 мм и видны невооружённым глазом. Форма тела очень разнообразна. Чаще всего клетки инфузорий сферические или эллиптические, но встречаются и уплощённые червеобразные, листообразные или спирально закрученные представители. Большинство видов гетеротрофны и питаются бактериями, водорослями, грибами, растениями, другими протистами, тканями животных. Редко встречается каннибализм. Некоторые инфузории могут питаться за счёт съеденных фотосинтезирующих зелёных водорослей, поддерживая их в качестве симбионтов.

### Кортекс
Кортекс, или кортикальный слой, отделяет клетку от внешней среды и обеспечивает её постоянную форму. Он имеет толщину 1—4 мкм и состоит из двух частей: пелликулы и инфрацилиатуры. Пелликула включает в себя клеточную мембрану, систему подстилающих её уплощённых вакуолей, называемых альвеолами, а также белковый слой под ними, который называется эпиплазмой, и связанные с ним ленты микротрубочек. Структура пелликулы может отличаться у разных представителей типа или даже на разных участках одной клетки — с ресничками и без них. У многих инфузорий пелликула образует складки или гребни, а у пеникулин (например у парамеций) имеет вид шестиугольных или прямоугольных ячеек, в центре которых расположены реснички.
Плазмалемма инфузорий имеет толщину около 10 нм. Она покрыта слоем гликокаликса, несущего множество рецепторных молекул, а у некоторых инфузорий ещё и мембраноподобным слоем, перилеммой, функция которого неизвестна. Непосредственно под плазматической мембраной располагаются альвеолы, которые кроме инфузорий встречаются также у апикомплекс и динофлагеллят. У большинства видов на фотографиях, сделанных с помощью электронного микроскопа, они выглядят как полые мешочки, хотя у некоторых представителей в них могут откладываться белковые пластинки (у Euplotes) или карбонат кальция (у Coleps), которые повышают стабильность кортикальной цитоплазмы. По некоторым данным, альвеолы играют важную роль в ионной регуляции. Эпиплазма состоит из фиброзного или филаментозного белкового материала. Будучи частью цитоскелета, она участвует в поддержании формы клетки, в связи с чем наиболее выражена у крупных инфузорий, в то время как у мелких видов, а также у видов с хорошо развитыми микротрубочками и микрофиламентами пелликулы она слабо развита. Кортикальные микротрубочки обычно многочисленны, при этом значительная их часть связана с кинетосомами. Они могут располагаться над эпиплазмой, называясь в этом случае супраэпиплазматическими, или непосредственно под ней (субэпиплазматические). Супраэпиплазматические микротрубочки характерны для класса олигогименофор, у которых они могут могут располагаться изолированно или в виде тяжей между кинетами в районе цитофаринкса. Субэпиплазматические микротрубочки характерны для участков тела без ресничек. У многих инфузорий пелликулярные микротрубочки редки или встречаются только в определённую фазу клеточного цикла (например во время деления). Кортикальные микрофиламенты участвуют в поддержании формы тела, образовании сократимого кольца в ходе клеточного деления и сокращении элементов клетки. Они могут быть представлены актином, спазмином, а также некоторыми другими белками, при этом зачастую сокращение этих белков зависит только от кальция, но не от АТФ.

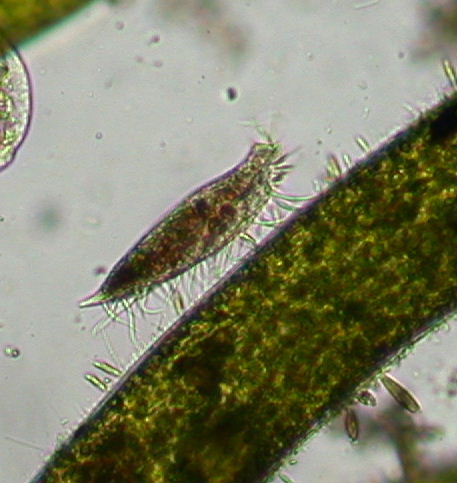
Цирры на брюшной стороне

Инфрацилиатура состоит из кинетид, каждая из которых представлена ресничкой, кинетосомой и связанных с ней фибриллами, называемыми корешками, или корневыми нитями. Кинетиды располагаются рядами, называемыми кинетами. От каждой кинеты справа отходит по одному корешку в направлении переднего конца клетки. Корешки одной кинеты, скручиваясь в спираль относительно друг друга, объединяются в единую структуру — кинетодесму, а сами корешки называются кинетодесмальными. Аналогичным образом, вправо и назад от кинетосомы отходят ещё два корешка, которые представлены лентами микротрубочек, — трансверсальный и постцилиарный соответственно. Система корешков служит для более прочного заякоривания ресничек. В одной кинетиде может быть одна кинетосома (монокинетида), две кинетосомы (дикентида) или много (поликинетида). Реснички в поликинетидах могут располагаться в пучках или в виде коротких рядов. В первом случае они называются циррами и служат для «шагания» по субстрату, а во втором — мембранеллами и используются для подгонки пищевых частиц. У некоторых групп с кинетидами связаны дополнительные фибриллярные компоненты, например базальные микротрубочки вдоль левой стороны кинетосом. Непосредственно под кинетосомами могут располагаться митохондрии, иногда образуя скопления вдоль кинет.

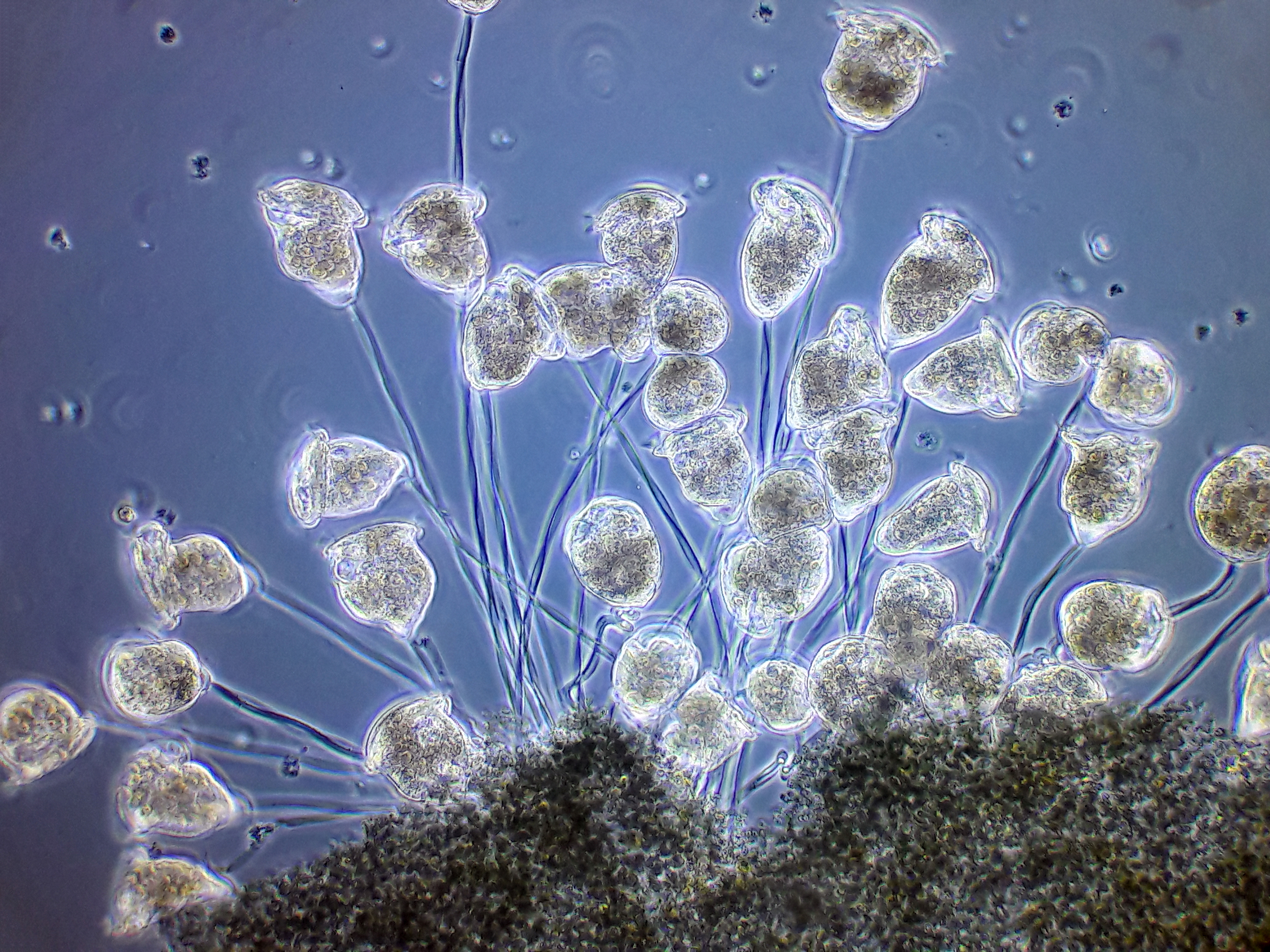
Сувойки, сидящие на стебельках

У некоторых инфузорий, особенно у симбиотических форм, имеются видоизменения кортекса для прикрепления к субстрату. У представителей рода Conchophthirus на переднем конце клетки возникает так называемая тигмотактильлная зона цилиатуры, несущая более короткие реснички и отличающаяся строением инфрацилиатуры. У сосущих инфузорий, Peritricha и Chonotricha на заднем конце тела могут выделяться слизистый материал (у трубачей), образовываться стебельки (у сувоек и Carchesium), пальцевидные выросты (у Epistylis и Erastophrya) или прикрепительные диски, работающие по принципу присоски, наиболее развитые у представителлей отряда Mobilida.

### Ротовой аппарат
На поверхности клетки большинства инфузорий имеется специализированный участок, лишённый ресничек, инфрацилиатуры и альвеол — цитостом. С помощью него осуществляется фагоцитоз пищи. У большинства представителей он в той или иной степени смещён к заднему концу клетки, хотя у некоторых групп он расположен спереди. В простейшем случае он лежит непосредственно над цилиндром из микротрубочек, лежащем в цитоплазме, цитофаринксом. У большинства видов перед цитостомом имеется особая преоральная камера, которая участвует в захвате пищи и её подготовке к фагоцитозу. Она может нести обычные соматические реснички, в этом случае называясь вестибулюмом, а может содержать сложные поликинетиды, и тогда её называют буккальной полостью. Кнаружи от преоральной камеры может быть участок, называемый перистомом, реснички которого создают ток воды, направляемый в ротовой аппарат. Кортекс ротового аппарата называется оральным. У разных представителей он имеет высокую морфологическую изменчивость в связи с различной пищевой специализацией.

### Экструсомы
В кортексе инфузорий могут находиться специальные органеллы, предназначенные для быстрого выбрасывания своего содержимого на поверхность клетки — экструсомы. Будучи связанными с плазматической мембраной, они могут располагаться только на оральной или только на соматической части кортекса, и вероятно производятся системой ЭПР и аппарата Гольджи, от которых транспортируются к мембране. Выброс содержимого стимулируется изменением концентрации ионов в окружающей среде. У различных таксономических групп инфузорий встречаются разные экструсомы. Наиболее распространены мукоцисты, выделяющие слизь и участвующие в инцистировании, а также образовании лорики и других защитных структур некоторых инфузорий и «липких» участков, использующихся для захвата добычи. Мукоцисты содержат паракристаллическое содержимое, которое при выбрасывании в течение нескольких секунд разворачивается в трёхмерную сеть филаментов.
У инфузорий из групп Nassophorea и Peniculina встречаются трихоцисты, использующиеся для защиты. Они достигают размеров 2—4 × 0,4—1 мкм и у разных представителей могут иметь бутылкообразную, амфорообразную, кеглевидную или веретеновидную форму. Их положение в пелликуле постоянное. У парамеций число трихоцист примерно в три раза меньше, чем число ресничек. Как и мукоцисты, они содержат паракристаллическое содержимое. Вершина трихоцисты соприкасается с плазмалеммой с помощью кольцевой структуры, называемой розеткой слияния. В ходе экструзии мембрана трихоцисты сливается с плазматической, а затем её содержимое выстреливает наружу и удлиняется примерно в 10 раз. Этот процесс занимает около 1 миллисекунды. После выстреливания мембрана трихоцисты отделяется от плазматической, распадаясь на маленькие везикулы, которые перемещаются в эндоплазму, чтобы впоследствии быть использованными для синтеза новых экструсом. Полная замена трихоцист происходит за 10 ч. Трихоцисты используются для защиты от хищников. Мутантные формы без трихоцист, хотя и сохраняют жизнеспособность, поедаются хищниками быстрее, чем нормальные.
У инфузорий из подкласса Haptoria оральный кортекс несёт токсицисты, использующиеся для нападения на жертв. При экструзии из них выстреливает трубка, выворачиваясь как перчатка или выдвигаясь телескопически. Содержимое трубки способствует прикреплению хищника к жертве, а также обездвиживает её, лизируя соматические реснички. У сосущих инфузорий на концах щупалец имеются бутылковидные гаптоцисты, которые приклеивают и обездвиживают жертву.

### Ядерный аппарат
В клетках всех инфузорий встречаются ядра двух типов: мелкое генеративное ядро, микронуклеус, и как правило крупное соматическое ядро, макронуклеус. Микронуклеус содержит полную копию генома, но транскрипция в нём наблюдается практически только во время деления клетки. Макронуклеус обеспечивает процессы синтеза в клетке, но не участвует в половом процессе. Содержание ДНК в нём превышает таковое в микронуклеусе в сотни или тысячи раз, при этом ДНК организована не в форме хромосом, а в виде многочисленных копий коротких фрагментов, иногда включающих лишь по одному гену. Кроме того, в макронуклеусах содержится много ядрышек, в которых происходит синтез рРНК. Количество ядер обоих типов видоспецифично.
Микронуклеусы имеют шаровидную форму и по размерам обычно не превышают 10 мкм. Число их изменяется от 1 до 20. Если в клетке имеется 1 или 2 микронуклеуса, то зачастую они сближаются с макронуклеусом или даже находятся в его углублении. У инфузорий с большим числом микронуклеусов они распределены по разным местам эндоплазмы. У Karyorelictidae ядра образуют группы, состоящие из двух или нескольких макронуклеусов и одного микронуклеуса. У Cyrtolophosidida ядра образуют неразрывный комплекс с общей оболочкой, в котором микронуклеус включён в перинуклеарное пространство макронуклеуса. Для генеративных ядер характерен сильно конденсированный хроматин, организованный в виде одного или нескольких плотных тел, которые занимают большую часть ядра. Помимо хроматина в кариоплазме могут содержаться белковые тела, кристаллоиды, центры организации микротрубочек и микрофиламентозные агрегаты. Иногда в кариоплазме и перинуклеарном пространстве поселяются бактериальные симбионты. Хромосомы обычно мелкие. В гаплоидном наборе обычно от 16 до 150 хромосом, хотя у Tetrahymena их всего 5. У некоторых видов число хромосом отличается у клонов. Кариотип как правило диплоидный, хотя у инфузории-туфельки, Paramecium bursaria и Paramecium putrinum он низкополиплоидный. Деление осуществляется по типу закрытого внутриядерного ортомитоза. Микронуклеус не имеет ядрышек, и транскрипция в нём не во время деления сильно ограничена. Тем не менее, он не является инертным и отдельные гены активны на протяжении всего жизненного цикла. В частности, микронуклеус играет роль в процессах морфогенеза, организации ротового аппарата и реорганизации ядер при конъюгации.
Макронуклеусы обычно очень крупные и содержат большое количество ДНК. У разных видов они могут быть сферическими, удлинёнными, колбасовидными, лентовидными, бобовидными, кустистыми, чёткообразными или разделёнными на две или более частей. Их размеры соответствуют размеру клетки и у крупных форм могут достигать длины 2—3 мм. Ядерная мембрана имеет типичное строение и несёт многочисленные поры. Часто внешняя ядерная мембрана связана с ЭПР. Хроматин представлен в виде многочисленных хроматиновых тел диаметром 0,1—0,5 мкм, которые часто образуют между собой анастомозы. Кроме него в кариоплазме содержится много нуклеол диаметром до 1—2 мкм. У некоторых видов они расположены преимущественно вплотную к внутренней ядерной мембране. Помимо этого в макронуклеусах могут встречаться плотные или рыхлые фиброзные белковые сферы, актиновые филаменты, микротрубочки, а также эндобионты, которые обычно представлены бактериями, значительно реже — жгутиконосцами. Иногда макронуклеус разделён на две части (кариомера): ортомер с большим количеством ДНК и бедный ДНК парамер. Значение этого феномена неизвестно. По сравнению с микронуклеусом в макронуклеусе наблюдается редукция генетических последовательностей. Её степень отличается у разных видов. Так, у Tetrahymena теряется 10—15 % последовательностей, в то время как у Stylonychia редукции подвергается более 95 % генома. Таким образом, генетический материал макронуклеуса представлен многочисленными копиями некоторых генов или генных комплексов. Для такого типа организации генетического аппарата был предложен термин амплиплоидия. Делятся макронуклеусы посредством амитоза или не делятся вовсе (у Karyorelictea).

### Митохондрии
Митохондрии хорошо заметны, достигая длины 1—3 мкм. Обычно они располагаются как в эндоплазме, так и в кортексе. Число их значительно варьирует в зависимости от вида, размеров клетки и экологических особенностей. В некоторых случаях положение митохондрий в клетке строго определено. Выросты внутренней мембраны, кристы, имеют исключительно трубчатую форму. Кроме крист в матриксе могут находиться кристаллические или фибриллярные включения. Многие инфузории, живущие в анаэробных условиях, утратили митохондрии и приобрели их функциональный аналог — гидрогеносомы. В них содержаться ферменты, окисляющие пировиноградную и яблочную кислоты с высвобождением молекулярного водорода.

## Жизненный цикл
У большинства видов жизненный цикл состоит из множества бесполых поколений, когда клетки (трофонты) размножаются посредством делений, давая дочерние особи, сходные как фенотипически, так и генотипически. Ряд бесполых поколений может смениться половым процессом, который у инфузорий имеет ряд особенностей и называется конъюгацией, что приводит к образованию особей с новым генотипом и завершает жизненный цикл. В течение одного поколения клетка инфузорий обычно последовательно проходит стадии незрелости, взросления, зрелости и старости. При этом инфузории могут приступать к конъюгации лишь на стадии зрелости. После конъюгации этот цикл возобновляется, и обе клетки становятся незрелыми. При отсутствии партнёров для конъюгации инфузории могут претерпевать процесс «самооплодотворения», называемый автогамией. У многих сидячих и симбиотических видов жизненный цикл усложняется наличием диморфных или полиморфных стадий, почкованием или инцистированием.

### Деление клетки

Типы клеточного деления у инфузорий: поперечное деление у, почкование у, палинтомия у, стробиляция у

Клетки инфузорий могут делиться в активной фазе жизненного цикла или в цисте размножения. Для большинства видов характерно монотомическое деление, при котором из одной материнской клетки образуются две дочерние особи, называемые протером (передняя) и опистером (задняя). Как правило, плоскость деления располагается перпендикулярно продольной оси материнской клетки, а дочерние клетки имеют одинаковую полярность — задний конец протера контактирует с передним концом опистера. Для некоторых Spirotricha характерно энантиотропическое деление, при котором происходит смещение осей дочерних клеток во время деления, из-за чего они приобретают почти противоположную полярность. У Peritricha деление внешне выглядит как продольное, однако некоторые авторы интерпретируют его как сильно видоизменённое поперечного деления. У некоторых инфузорий встречается палинтомическое деление, при котором появляются несколько дочерних особей. Так, для сукторий и Chonotricha характерно почкование, для некоторых Colpodea и Ichthyophthirius — палинтомия (множественное деление в цисте без увеличения размеров дочерних клеток), а для некоторых Astomata — стробиляция (линейное множественное деление).

### Конъюгация

Процесс конъюгации

Для инфузорий характерен особый тип полового процесса, называемый конъюгацией. В ходе неё две клетки соединяются определёнными участками поверхности, при этом клеточная мембрана в зоне контакта исчезает. После этого микронуклеусы каждой клетки претерпевают два мейотических деления, в результате чего в каждой из клеток конъюгантов образуется четыре гаплоидных ядра. Три из них дегенерируют, а оставшееся делится митозом. Из двух получившихся ядер каждого конъюганта одно остаётся в клетке, а другое мигрирует в клетку партнёра, где сливается с его ядром, образуя синкарион, или зиготическое ядро. После образования синкариона инфузории расходятся, и процесс завершается Разошедшиеся клетки называют эксконъюгантами.
В лабораторных условиях инфузории приступают к конъюгации в отсутствии пищи, и считается, что в природе голодание также стимулирует переход к этому процессу. Другими стимулами могут служить изменение температуры и освещения. Кроме того, вступающие в конъюгации особи должны относиться к компементарным типам спаривания — внутривидовым группировкам, отличающимся генетически или эпигенетически. Типы спаривания объединятся в сингены, соответствующих биологическим видам, в пределах которых конъюгация возможна и приводит к образованию жизнеспособного потомства. В одном сингене их может быть два (бинарная система) или больше (множественная система). Видов с бинарной системой известно мало, она встречается у парамеций (кроме P. bursaria и P. putrinum), Aspidisca, Blephrisma, Glaucoma, Tokophrya и Euplotes crassus, у остальных видов с изученной системой типов спаривания она множественная, однако для многих видов она не установлена. Обычно при множественной системе число типов спаривания кратно двум, но например у Tetrahymena их 7. Кроме того, множественная система типов спаривания может быть гомополярной, при которой каждый тип спаривания комплементарен всем остальным, или гетерополярной, когда некоторые комбинации некомплементарны. Гетерополярная система характерна для видов с большим числом типов спаривания.
Обычно в конъюгацию вступают клетки одинакового размера, образуя пару эксконъюгантов, однако у Peritricha и некоторых сукторий конъюганты существенно различаются по размеру, меньший конъюгант сливается с большим, образуя один эксконъюгант. При этом в ходе реорганизации ядер в конъюгантах образуется не два, а один гаплоидный микронуклеус. У некоторых видов известна конъюгация со слиянием одинаковых по размеру клеток. Конъюгации предшествует взаимное распознавание особей, которое может осуществляться как прямым механическим контактом, так и посредством выделяемых вовне клеток растворимых веществ, гамонтов, и соответствующей системы рецепторов.

### Инцистирование

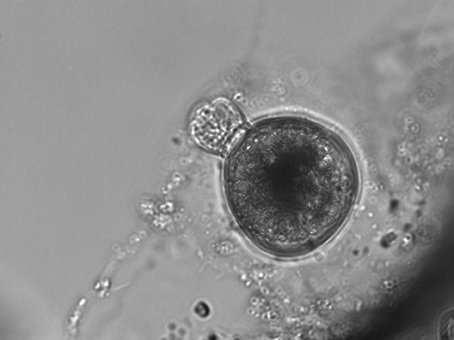
Циста

Многие виды для претерпевания неблагоприятных условий или размножения образуют покоящиеся стадии — цисты. Как правило, при инцистировании (образовании цисты) клетки теряют ротовой аппарат и соматическую цилиатуру. При этом они покрываются стенками, состоящими из 1—4 слоёв, каждый из которых может иметь различную структуру. Большую роль в инцистировании играют мукоцисты, секретирующие материал стенок цисты. Выход из цисты, или эксцистирование, может сопровождаться прорывом её стенки (например у Euplotes) или происходит через специальное отверстие, микропиле (у Nyctotherus, Bursaria). Для некоторых инфузорий, например парамеций, стадия цисты неизвестна.

## Симбиоз
Многие инфузории вступают в различные симбиотические отношения с бактериями и эукариотическими организмами. Во многих симбиотических системах характер взаимодействия инфузорий с другими организмами исследован недостаточно, однако в целом он может быть представлен всеми переходными формами от паразитизма до мутуализма, при этом инфузории могут выступать как хозяевами, так и симбионтами.

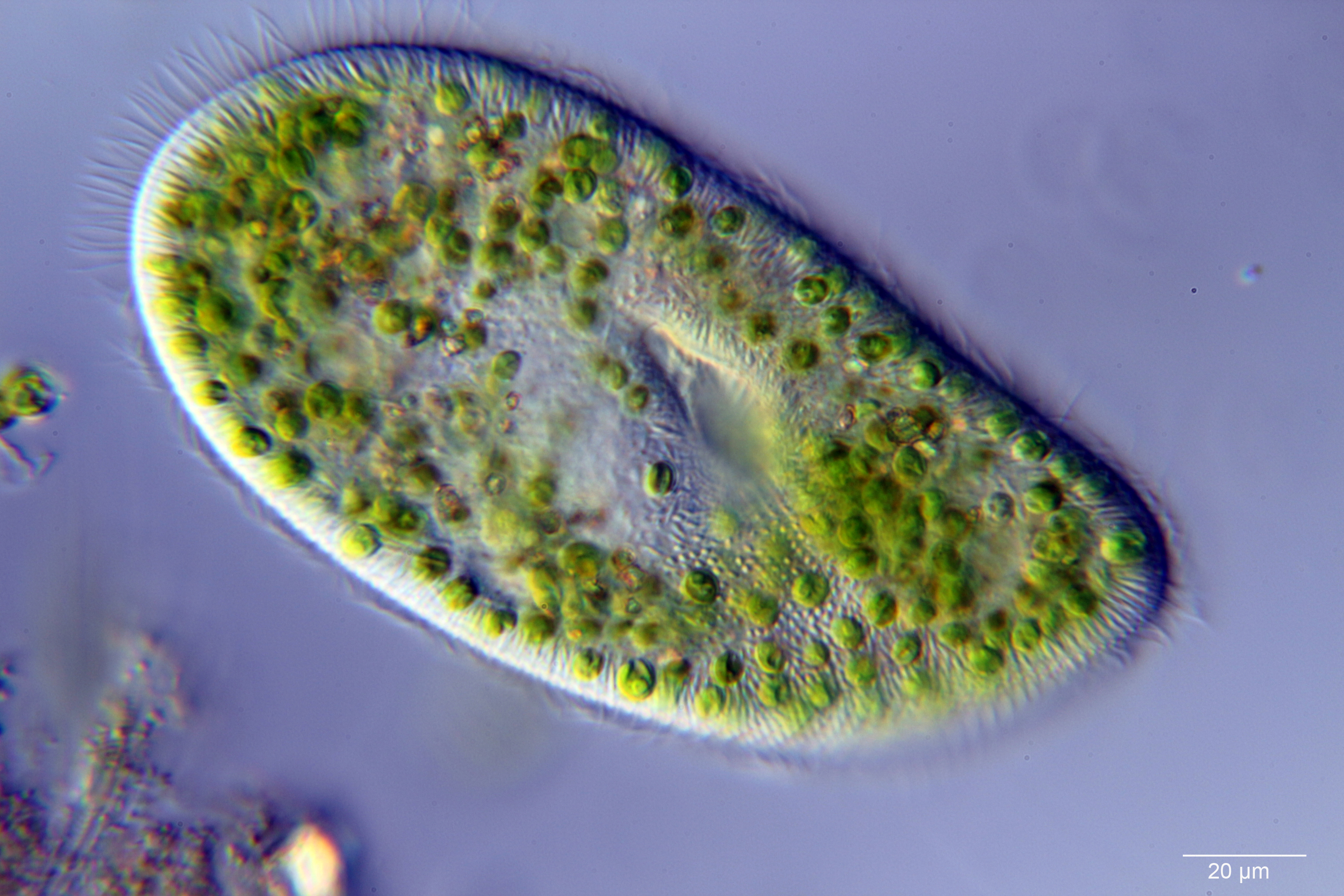
с эндосимбиотическими водорослями

Все компартменты клеток инфузорий могут заселяться бактериальными эндосимбионтами. Как правило, для самих инфузорий такой симбиоз является факультативным, и характерен лишь для незначительной части их популяции. В то же время, большинство бактерий, живущих в клетках инфузорий, не способны существовать вне их. Исключениями являются метаногенные бактерии родов Methanobacterium и Methanoplanus, живущие в цитоплазме анаэробных инфузорий. Некоторые эндобионтные бактерии придают своим хозяевам способность убивать других инфузорий, в клетках которых нет этих симбионтов. К ним относятся преимущественно бактерии из рода Caedibacter, встречающиеся у парамеций и Spirostomum. Некоторые инфузории приобрели эндосимбиотические водоросли. Например, Paramecium bursaria почти всегда содержит в своей цитоплазме 200—300 клеток зелёной водоросли хлореллы, которые располагаются в специальных вакуолях, называемых периальгальными и не способными сливаться с лизосомами, что защищает водоросли от переваривания. Такой симбиоз является взаимовыгодным, так как хлорелла получает защиту от вирусов, а инфузории, благодаря продуцируемой водорослями мальтозе, при хорошем освещении способны существовать без дополнительного питания в течение месяцев, а также имеют бо́льшую устойчивость к бактериальным инфекциям.
Эктобионты у инфузорий распространены в меньшей степени, чем у жгутиконосцев. Часто они встречаются у видов, живущих в условиях гипоксии. У морской инфузории Euplotidium itoi, лишённой защитных экструсом, на поверхности клетки в углублениях кортекса обитают бактерии со сложным аппаратом экструзии, при определённом воздействии способный выстреливать своим содержимым. Предполагается, что эти эпибионты функционально замещают собой экструсомы.
Около трети известных видов инфузорий являются симбиотическими. Многие инфузории перешли к эндо- или эктокомменсализму. Например, представители семейства Ophryoscolecidae населяют рубец жвачных животных, виды рода Nycthoterus — кишечник бесхвостых амфибий, инфузории из группы Phylasterida — на кишечнополостных, в мантийной полости моллюсков, в кишечнике иглокожих и рыб. Некоторые эктобионтные инфузории поселяются строго на определённых частях тела определённых хозяев. Например, Dendrocometes paradoxus известен только на жабрах бокоплава Gammarus pulex, а на G. locustra поселяется около 10 видов инфузорий, каждый из которых приурочен к определённому придатку рачка. Схожая особенность характерна для инфузорий из группы Chonotricha, которые селятся на постоянно движущихся придатках рачков, что создаёт оптимальные условия для питания эктобионтов. Некоторые представители отряда Mobilida развили специальные приспособления, позволяющие им временно прикрепляться к хозяевам, которыми могут выступать гидры, моллюски или гребневики. Некоторые суктории поселяются даже на других инфузориях, предпочитая представителей группы Peritricha. Встречаются среди инфузорий и паразиты. Среди них паразиты рыб (Ichtyophthirius), насекомых (Ophryoglena), других инфузорий (Sphaerophrya). Один вид, Balantidium coli, заражает человека.

## Происхождение и эволюция
Долгое время инфузории считались изолированной группой, не имеющей близких родственников среди других организмов, пока в 1991 году не было высказано предположение, что мембранные пузырьки, подстилающие их плазматическую мембрану и называемые альвеолами, являются синапоморфией, объединяющей инфузорий с динофлагеллятами и апикомплексами. На основании данного признака эти группы объединили в кладу альвеолят (Alveolata), которая позднее была поддержана данными молекулярной филогенетики. В пределах альвеолят инфузории имеют обособленное положение, а динофлагелляты и апикомплексы считаются сестринскими группами.
Большинство инфузорий обладает мягкими покровами, в связи с чем они обычно не сохраняются в ископаемом состоянии. По оценкам, полученным с помощью молекулярных часов, инфузории появились в протерозое. Некоторые протерозойские микрофоссилии из отложений формаций Доушаньто, Хуанмайлин и Цагаан Омоон описывались как представители цилиат, однако специалисты по ископаемым и ископаемым инфузориям выявили в них признаки, не позволяющие отнести их к этой группе. Из среднедевонских (живетский ярус) отложений Ливии в 2014 году была описана микрофоссилия Nassacysta reticulata, которая была отнесена авторами к инфузориям в связи со схожестью с тинтиннидами, однако в связи с крупными размерами, некоторыми особенностями строения, а также отсутствием черт, позволяющих однозначно отнести её к инфузориям, она также была исключена из этого типа.
Наиболее ранние ископаемые, достоверно относимые к инфузориям, принадлежат к группе тинтиннид и датируются ордовикским периодом палеозойской эры. Из триасовых отложений были описаны представители семейства Folliculinidae и некоторые другие разноресничные инфузории с лориками. Остатки клеток Coleps, Colpoda и парамеций были обнаружены в янтаре возрастом более 200 миллионов лет

## Систематика

### Классическая
Всего данный тип, по различным данным, содержит 6—7 тысяч видов. В соответствии с советской систематикой 80-х годов XX века данный тип содержит в себе два класса — класс Ресничных инфузорий (Ciliata) с тремя надотрядами и класс Сосущих инфузорий (Suctoria).
Тип Ciliophora
- Класс Ciliata — ресничные инфузории.
  - Надотряд Kinetofragminofora — самая примитивная и разнообразная группа инфузорий. Реснички располагаются по телу равномерно, обычно продольными рядами, но некоторые части тела могут быть лишены ресничек.
    - Отряд Entodiniomorpha
    - Отряд Gymnostomata
    - Отряд Hypostomata

  - Надотряд Oligohymenophora — для инфузорий, относящихся к данному надотряду, характерно образование в области ротового отверстия специфического аппарата тетрахимениума, слагаемого из трёх мембранелл (состоящих из мелких жгутиков) левее рта и трёх мембранелл правее.
    - Отряд Hymenostomata
    - Отряд Peritrichia (подотряд Sessilia (сидячие), подотряд Mobilia (свободноживущие и паразиты))

  - Надотряд Polyhemenophora — характеризуются усложнением тетрахимениума (спирально закрученная зона околоротовых мембранелл, сопровождающаяся увеличением числа мембранелл). Реснички либо равномерно покрывают тело, либо образуют цирры.
    - Отряд Heterotrichia
    - Отряд Hypotrichia
    - Отряд Oligotrichia
- Класс Suctoria — сосущие инфузории. Характеризуются отсутствием во взрослом состоянии ресничек, рта и глотки. Наличествуют щупальца, одно или несколько, ветвящиеся и не ветвящиеся, на конце которых существует канал.

### По С. А. Карпову
В соответствии с системой, предложенной С. А. Карповым (2004), выделяются 2 подтипа и 11 классов.
Тип Ciliophora — Ресничные
- Подтип Intramacronucleata
  - Класс Colpodea
  - Класс Litostomatea
  - Класс Nassophorea
  - Класс Oligohymenophorea
  - Класс Phyllopharyngea
  - Класс Plagiopylea
  - Класс Prostomatea
  - Класс Spirotrichea
  - Класс Intramacronucleata incertae sedis
- Подтип Postciliodesmatophora
  - Класс Heterotrichea
  - Класс Karyorelictea

### По В. В. Малахову
Система В. В. Малахова (2006) отличается тем, что существуют русские названия для всех таксонов.
Тип Ciliophora — Ресничные или инфузории
- Класс Karyorelicta — Кариореликтовые
- Класс Heterotricha — Разноресничные
- Класс Spirotricha — Спиральноресничные
- Класс Lithostomata — Литостоматовые
- Класс Chonotricha — Хонотриха
- Класс Suctoria — Сосущие
- Класс Colpodida — Колподовые
- Класс Prostomata — Простомовые
- Класс Oligogymenophorea — Олигогименофоровые
- Класс Astomata — Безротые

### Международная система
По S.Adl, A.Simpson et al. (2005). В данной классификации применён так называемый безранговый подход — иерархия таксонов есть, но их ранги никак не названы.
- Super-group: Chromalveolata Adl et al., 2005
  - Phylum-group: Alveolata Cavallier-Smith, 1991
    - Subphylum-group: Ciliophora Doflein, 1901 = Ciliata Perty, 1852; = Infusoria Buetschli, 1887
      - Postciliodesmatophora Gerassimova and Seravin, 1976
        - Karyorelictea Corliss, 1974
        - Heterotrichea Stein, 1859

      - Intramacronucleata Lynn, 1996
        - Spirotrichea Bu¨tschli, 1889 (R)
        - Armophorea Jankowski, 1964 (R)
        - Litostomatea Small and Lynn, 1981
        - Phyllopharyngea de Puytorac et al., 1974
        - Nassophorea Small and Lynn, 1981
        - Colpodea Small and Lynn, 1981
        - Prostomatea Schewiakoff, 1896
        - Plagiopylea Small and Lynn, 1985 (R)
        - Oligohymenophorea de Puytorac et al., 1974

Последние три предложенные системы являются частью глобальной классификации царства простейших (Protista) данных авторов. Видно, что последние три системы в разной степени совпадают, а иногда и совсем не совпадают с классической системой. Это различие обуславливается тем, что они все основаны не только на морфологических признаках (как система 80-х годов), но и на основе анализа ДНК, а также на более полном учёте ультраструктурных особенностей клеток (строения митохондрий, инфрацилиатуры и пр.). Почти всегда системы, основанные на анализе ДНК и различных консервативных признаках внутреннего строения клетки, в корне отличаются от представлений, основанных на чисто морфологических признаках. Такого рода системы, безусловно, в большей степени отражают степень филогенетического сходства таксонов, однако не всегда совпадают между собой, вследствие предпочтения одного признака другому, что усложняет обращение с данными системами. В любом случае, системы, построенные на основе анализа ДНК, в большей степени отражают меру филогенетического сходства таксонов.